# Приключения коряжки
«Приключения коряжки» (норв. Knerten) — детский комедийный фильм 2009 года. Снят по сценарию Анны-Катарины Вестли. Имеются также продолжения: «Коряжка женится» (2010) и «Коряжка в беде» (2011).

## Сюжет
Главного героя фильма называют Малышом. Он и его семья переезжают из Осло в деревню. Малыш здесь ещё не успел найти друзей. Однажды отец рубит ветки сосны возле своего дома, и к ногам мальчика падает маленькая коряжка, внешне похожая на маленького человечка. Вот тут и начинаются настоящие приключения. Хотя родители и не верят в рассказы Малыша, они с Коряжкой становятся хорошими друзьями.

## Актёры
- Адриан Грённевик Смит — Малыш
- Ослейк Энгмарк — Коряжка (озвучка)
- Пернилла Сёренсен — мать
- Ян Гуннар Рёйсе — отец
- Петрус Андреас Кристенсен — Филип
- Амали Бланхольм Хеггемснес — Весла
- Пер Шаанинг — Эйлертсен
- Хьерсти Фьелдстад — тётя
- Пер Янсен — столяр
- Йон Брунгот — водитель автобуса
- Оле Йохан Скьельбред-Кнутсен — папа Веслы
- Никлас Ховланд — Пол
- Лиза Ловен Конгсли — кинозвезда Вивиан Локкеберг